# Кметјово
Кметјово (слч. Kmeťovo, мађ. Gyarak) насељено је мјесто са административним статусом сеоске општине (слч. obec) у округу Нове Замки, у Њитранском крају, Словачка Република.

## Становништво
| Година:    | 1994. | 2004.   | 2014.   | 2024.   |
| ---------- | ----- | ------- | ------- | ------- |
| Број људи: | 949   | 960     | 873     | 809     |
| Разлика:   |       | +1,15 % | -9,06 % | -7,33 % |

| Година:    | 2023. | 2024.   |
| ---------- | ----- | ------- |
| Број људи: | 812   | 809     |
| Разлика:   |       | -0,36 % |

Према подацима о броју становника из 2011. године насеље је имало 910 становника.